# マルツィアン・ネグレア
マルツィアン・ネグレア（Marţian Negrea、1893年1月29日 - 1973年7月13日）は、ルーマニアの作曲家。

## 経歴
ヴァレア・ヴィイロル出身。1910年から1914年にかけてシビウで音楽を学び、その後ウィーンでオイゼビウス・マンディチェフスキとフランツ・シュミットに師事した。1921年からシビウ音楽院の教師となり、1941年からはブカレスト音楽院で教鞭をとった。作品にはオペラ、2つのルーマニア狂詩曲、交響幻想曲、交響組曲、交響曲「春」、室内楽曲、オラトリオ、レクイエム、合唱、歌曲、映画音楽などがある。ブカレストで死去。